# València dels Edetans

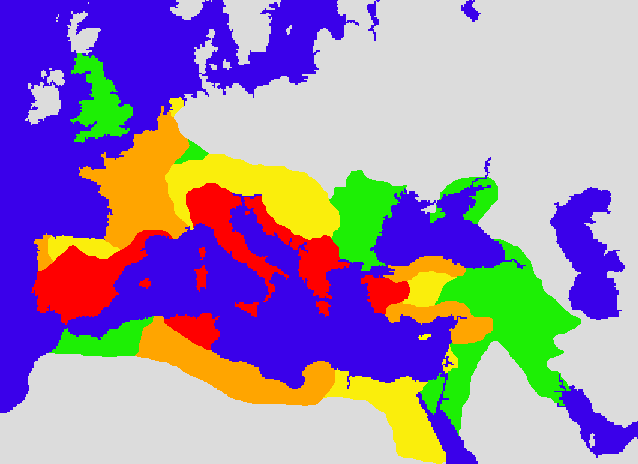
Roma el 133 aC (roig)/44 aC (taronja)/14 dC (groc)/117 dC (verd). Valentia fou una fundació romana a Hispània (138 aC)

València dels Edetans (llatí: Valentia Edetanorum o, simplement, València és el nom que va rebre la ciutat de València en l'època romana, fundada el 138 aC.

## Fundació
València és una de les poques ciutats de l'Antiguitat que té una data coneguda de fundació. Aquesta informació és coneguda gràcies a l'historiador Titus Livi:
| «                            | Iunius Brutus consul in Hispania iis qui sub Viriatho militauerant agros et oppidum dedit, quod uocatum est Valentia. | Essent cònsol a Hispània Dècim Juni Brutus, als que havien lluitat en temps de Viriat els donà camps i una ciutat fortificada anomenada València. | » |
| — Titus Livi, Periochae, LV. | | |   |

Com que Dècim Juni Brutus fou cònsol a Hispània el 138 aC, es dedueix que la ciutat fou fundada aquest mateix any, que a més coincideix amb el període immediatament posterior a la mort de Viriat.
Valentia es fundà sobre una de les illes que formava el riu Túria en la seua pantanosa desembocadura, en una plana al·luvial on els principals assentaments preromans eren els ibèrics d'Arse (Sagunt), Edeta (Llíria) i Sètabis (Xàtiva), tots tres sobre un tossal defensiu. Valentia, en canvi, era la primera ciutat dels voltants fundada sobre el pla. Les possibilitats d'aprofitament d'aquesta plana degueren condicionar l'elecció d'aquest emplaçament. En aquesta època de la Roma republicana la ciutat de València no era la principal ciutat de l'actual País Valencià (Sagunt i Elx eren, sens dubte, més importants), però sí que era un nucli agrari notable, que arribà a canalitzar les aigües per a reg, i que arribà a encunyar moneda pròpia, on l'emblema de la ciutat ja era la cornucòpia o corn de l'abundància.

## Evolució de la ciutat
La primera colònia va prosperar econòmicament i demogràfica fins al desastre que va suposar per a tot l'orient hispà la revolta del general Quint Sertori, atès que la ciutat, aliada del rebel popular sabí a partir de la seva arribada a Hispània, va intervenir activament en les guerres sertorianes. La ciutat parcialment destruïda en l'any 75 aC després de l'assalt de Gneu Pompeu Magne. Gai Herenni, lloctinent de Sertori, i prop de 10.000 rebels van caure enfront dels murs de la ciutat. Diversos esquelets mutilats trobats en el solar de l'Almoina de València testifiquen les execucions posteriors a la presa de la ciutat.
Valentia va ser refundada en temps d'August, probablement entre el 5 aC i el 5 dC Per aquest motiu, només es coneix en aquesta colònia una dualitat de cambres de govern, els veterani (els veterans arribats de les llicències d'August) i els véteres (els supervivents dels primers colons). La colònia va viure en relativa pau; això sí, sumida en la mateixa recessió econòmica i social que la resta de l'Imperi Romà a partir del segle ii, fins a la primera onada de pobles germànics que van travessar la vall del riu Túria l'any 260.

### Decadència
A la segona meitat del segle iii, de manera paral·lela a la resta de l'Imperi, Valentia va travessar una etapa de crisi que va marcar l'inici d'un llarg període de decadència, al llarg del qual va minvar el perímetre de la ciutat, es van despoblar barris sencers, i es van abandonar les xàrcies d'infraestructures, símptoma d'una relaxació en el govern municipal. Des de mitjan segle IV va poder existir una comunitat cristiana a la ciutat conformada entorn de la memòria del Sant Vicent Màrtir, martiritzat ací l'any 304.
Un segle després, a causa de les primeres onades de pobles germànics i pel buit de poder deixat per l'administració imperial, l'Església va assumir les regnes de la ciutat i els edificis de culte cristià van anar reemplaçant els antics temples romans. En temps del bisbe Justinià, al segle iv, Valentia va experimentar una certa recuperació i es va frenar per algun temps la degradació urbana i s'hi va celebrar un important concili regional. La reconquesta romana d'Orient del sud-oest de la península el 554 va suposar per a la ciutat una importància estratègica, de manera que s'hi van instal·lar contingents militars visigots i es van mamprendre treballs de fortificació de l'antic circ romà. Després de l'expulsió dels romans d'Orient al 625 s'inicia una etapa fosca, mal coneguda per la història i a penes documentada per l'arqueologia, que sembla testimoniar un to de vida urbana molt baix.
Després de la conquesta islàmica el segle viii, la ciutat passà a mans omeies, que amb el temps recuperaren i sobrepassaren l'antiga esplendor de la ciutat, llavors coneguda com a Balànsiya.

## Restes arqueològiques

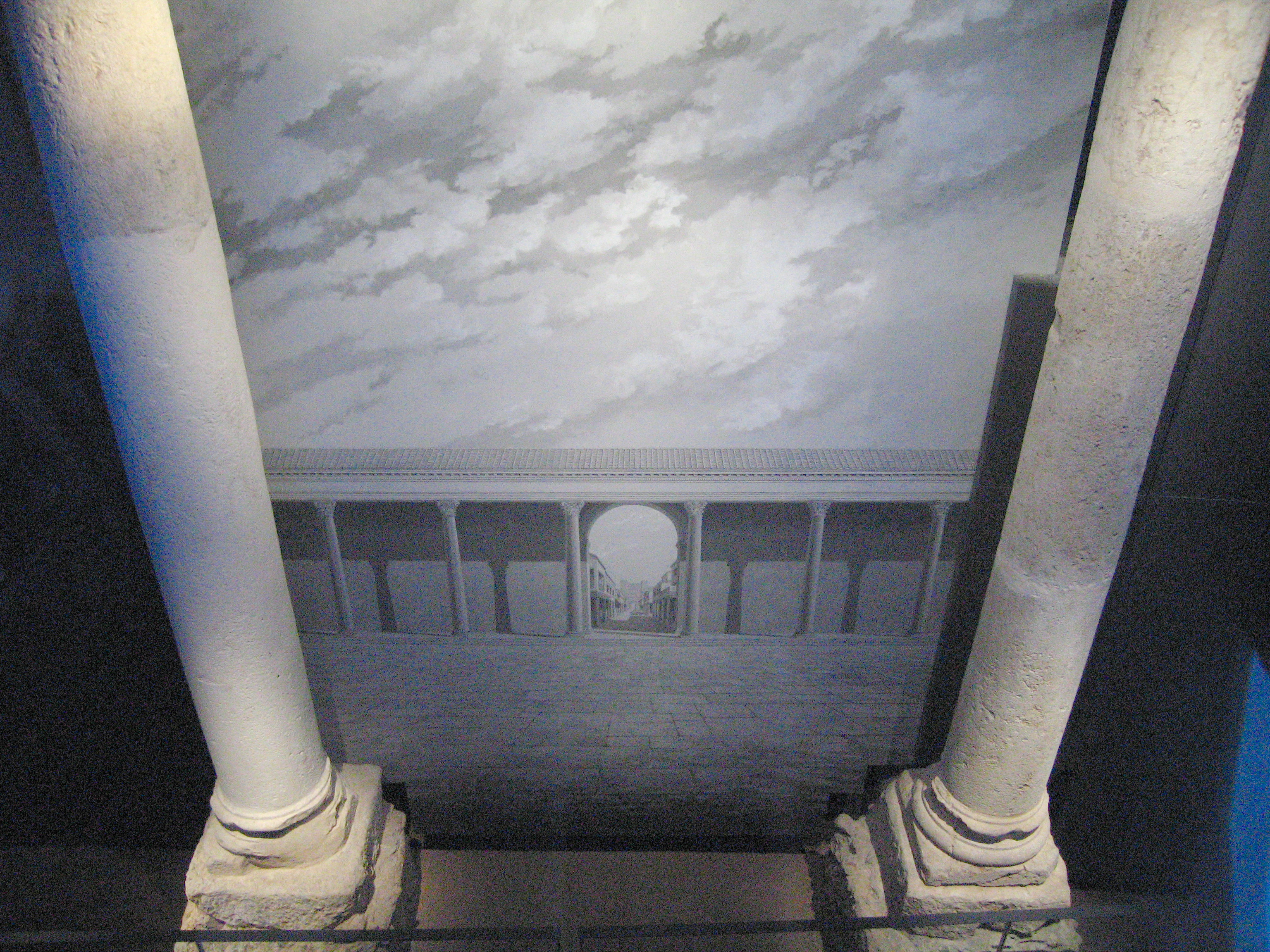
Columnes romanes del fòrum romà de València (Museu de l'Almoina)

L'arqueologia ha tret a la llum proves del primer assentament, clots per a pals de cabanyes i tendes de campanya, segurament un refugi provisional que en pocs anys va donar pas a edificacions més sòlides. La colònia, que va prosperar ràpidament pel fet que encunyara moneda pròpia, fou destruïda l'any 75 aC en el curs de la guerra entre Pompeu i Sertori. En l'excavació de l'Almoina s'han descobert les restes esquarterades de diversos soldats a més de les seues armes, evidència d'allò que degué ser una escaramussa de la batalla. A conseqüència d'açò, degué quedar pràcticament abandonada durant almenys cinquanta anys.
De mitjan segle i Valentia ja havia recuperat el ritme perdut i iniciava una llarga etapa de desenvolupament, caracteritzada pel creixement urbà, l'afluència de nous colons i l'engrandiment de l'urbs per mitjà de la construcció de grans edificis públics, com el fòrum o el circ, i l'execució d'importants obres d'infraestructura, com un port fluvial al costat de les actuals Torres dels Serrans o la portada d'aigües, un equipament que els valencians no tornarien a tindre fins a mitjan segle xix.